# No Cars Go
No Cars Go è un singolo del gruppo musicale canadese Arcade Fire, pubblicato il 6 agosto 2007 come quarto estratto dal secondo album in studio Neon Bible.

## Promozione
Il brano è presente nel documentario Love the Beast di Eric Bana (2009).
In Italia, inoltre, è stato utilizzato come sigla del programma televisivo di Rai 2 Quelli che il calcio tra il 2011 e il 2013, durante le edizioni condotta da Victoria Cabello.

## Tracce
7" vinile e digitale
1. No Cars Go (album version) – 5:39
2. Surf City Eastern Block – 6:22

## Cover
Il direttore d'orchestra nonché pianista Maxence Cyrin ha prodotto una cover del brano in chiave pianistica nel suo album Novö Piano.